# Пиранези, Джованни Баттиста
Джованни Баттиста Пиранези (итал. Giovanni Battista Piranesi, или итал. Giambattista Piranesi; 4 октября 1720, Мольяно-Венето (Тревизо) — 9 ноября 1778, Рим) — итальянский археолог, архитектор и выдающийся художник-гравёр, мастер офорта в жанре архитектурных пейзажей, исследователь и коллекционер римских древностей, издатель эстампов. Единственный в своём роде художник, составивший полную картину античных памятников, обнаруженных в его время, и творивший собственный фантастический мир архитектуры.
Пиранези оказал значительное влияние на последующие поколения художников неоклассицизма, позднее на романтиков и даже на сюрреалистов. Создал большое количество рисунков и чертежей, но за свою жизнь построил только одно здание: церковь Санта-Мария-дель-Приорато (Мальтийского ордена) и оформил площадь Пьяцца Кавальери ди Мальта (Piazza dei Cavalieri di Malta) на Авентинском холме в Риме (1764—1766). Поэтому с его именем связывают понятие «бумажная архитектура».

## Биография

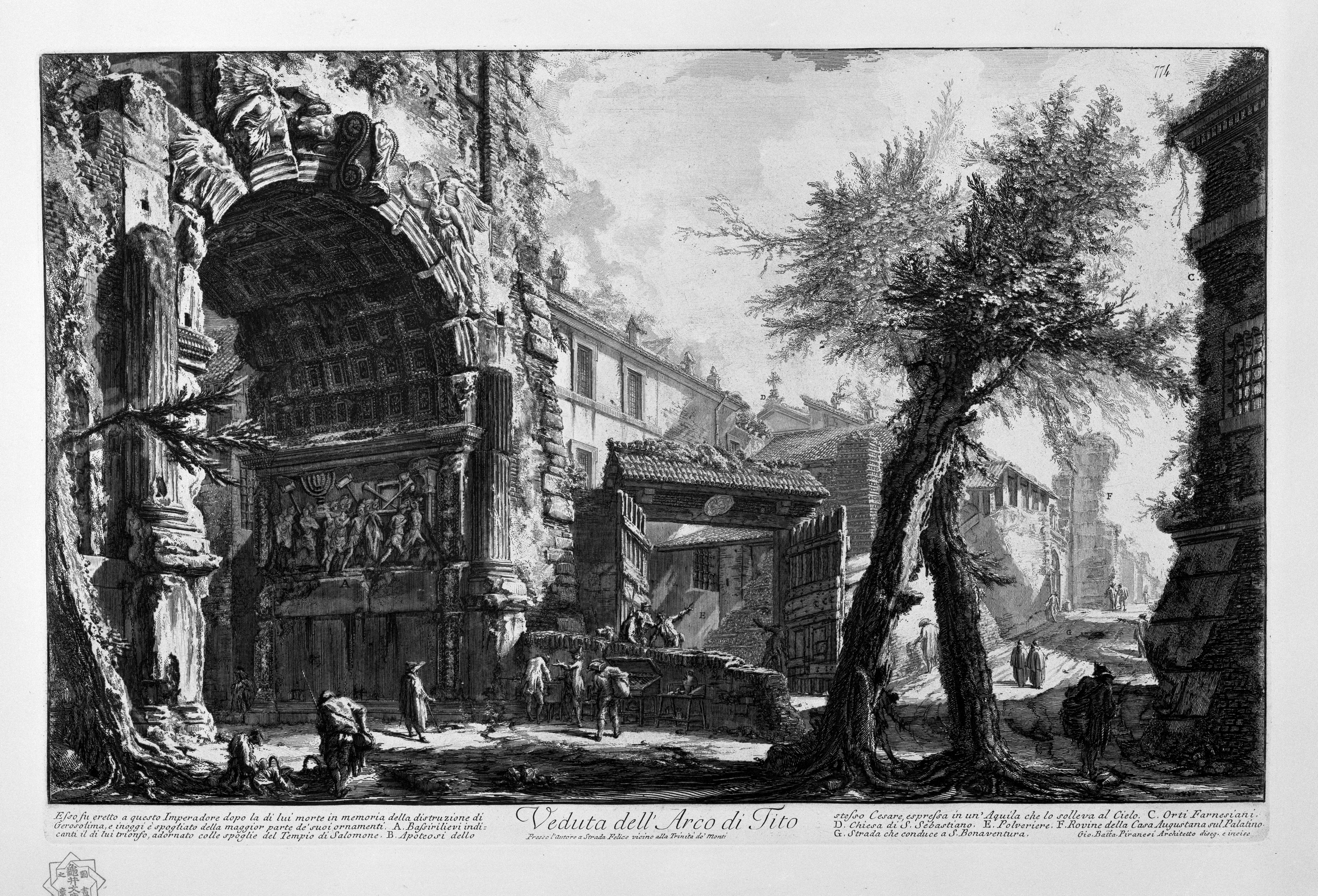
Триумфальная арка Тита. Офорт из серии «Виды Рима». 1746

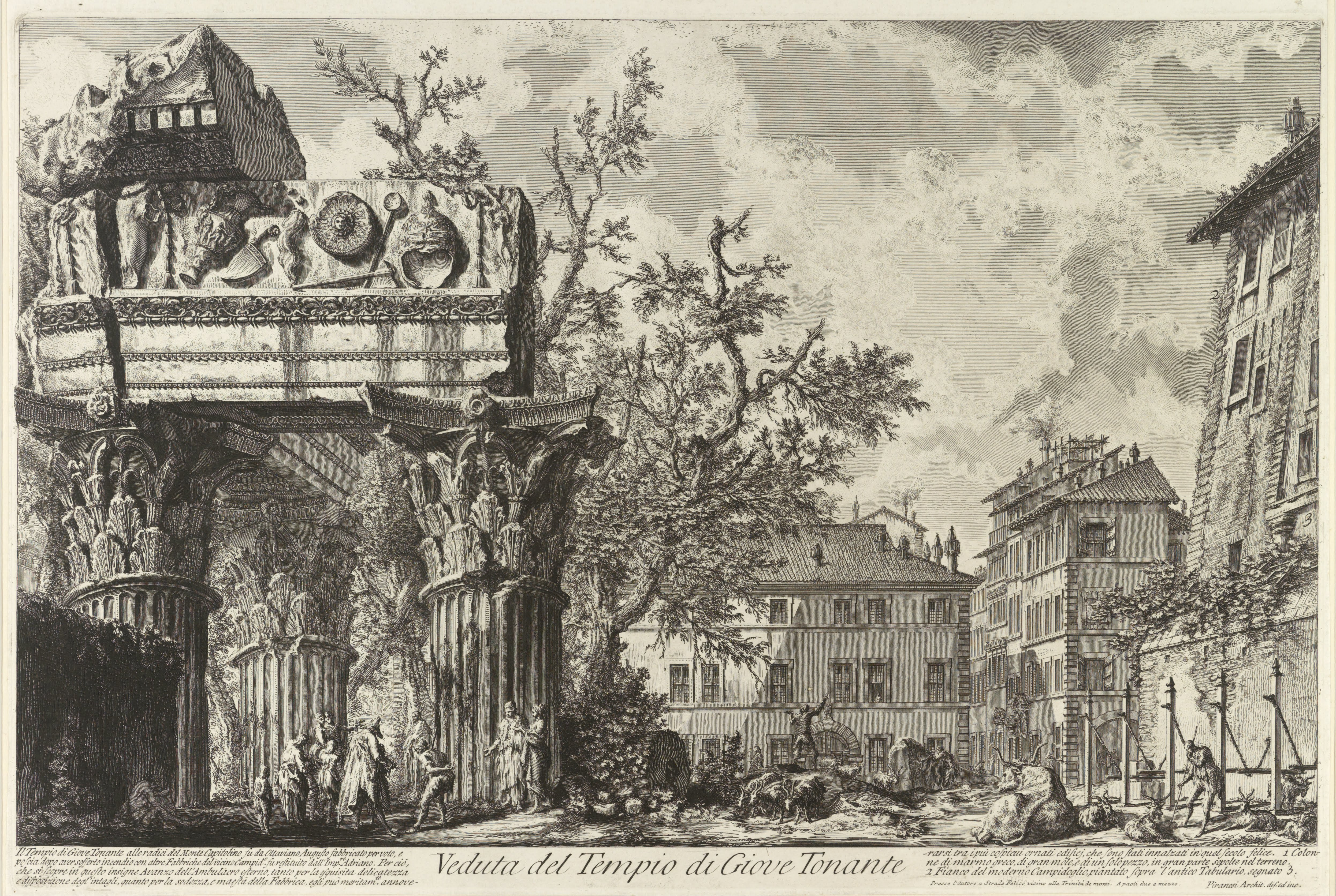
Храм Юпитера Громогласного в Риме. Лист 11. Офорт из серии «Виды Рима». 1758

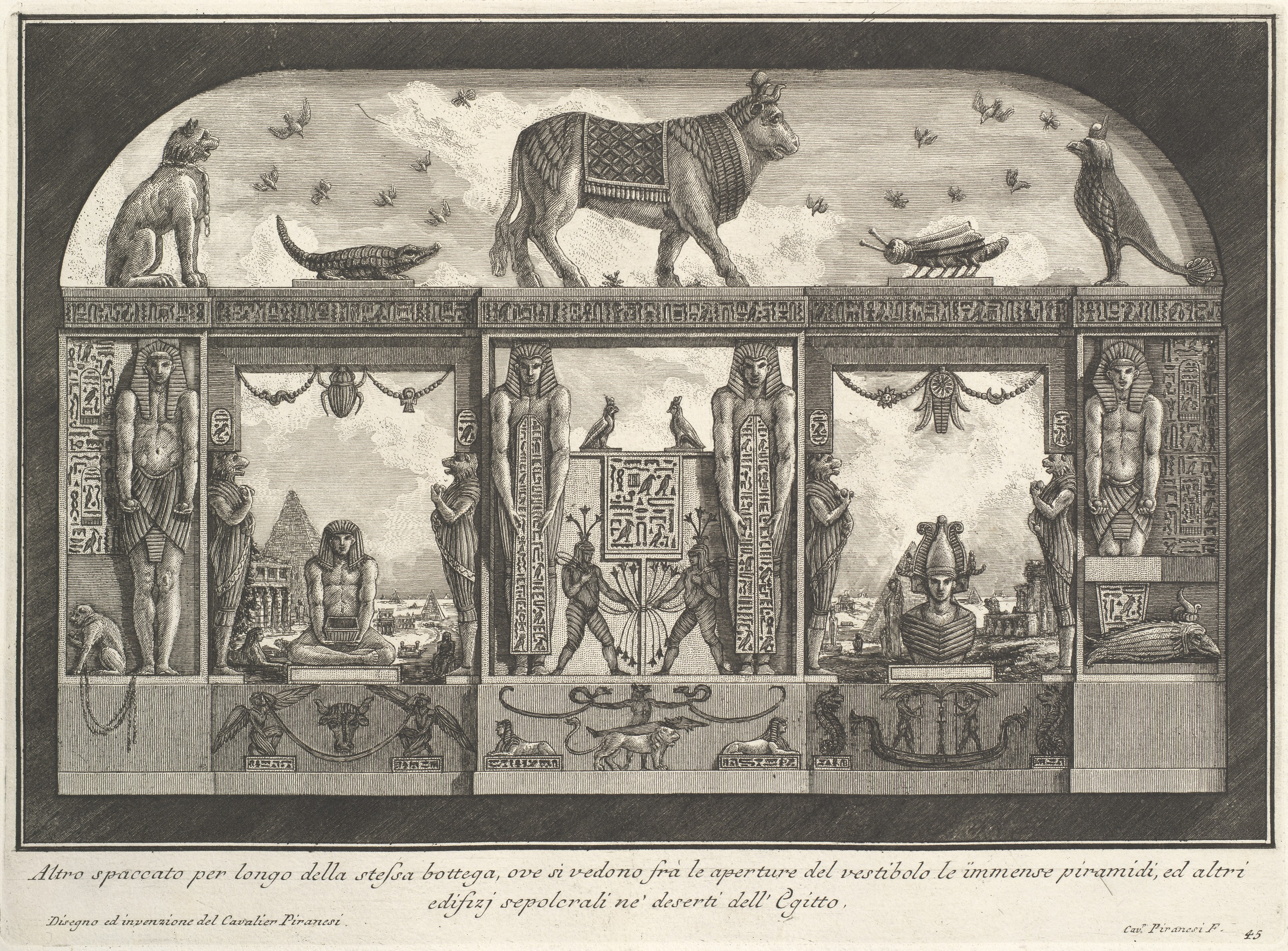
Проект оформления «Английского кафе» на Пьяцца-ди-Спанья в Риме. 1769. Офорт

Пиранези родился в семье Анджело и Лауры Луккези, крещён в Венеции, в церкви Сан-Моизе. Прозвище «Пиранези» возможно происходит от места рождения его отца — каменщика Анджело из города Пиран. Его отец, резчик по камню и мастер-строитель, и брат матери, архитектор Маттео Луккези, направили его изучать архитектуру к Джованни Скальфаротто вместе с Томмазо Теманца (с которым Пиранези оставался в дружеских отношениях на протяжении всей жизни) в «Магистрат вод» (Magistrato delle Acque) Венеции, организацию, отвечающую за реставрацию исторических зданий. Будущий архитектор обучался основам латыни и классической литературы у своего старшего брата Анджело, монаха-картезианца, который передал художнику свою давнюю страсть к Титу Ливию, древнеримскому автору частично сохранившейся «Истории Рима от основания города». Возможно, он часто посещал мастерскую гравёра Джузеппе Карло Дзукки. Как художник, испытал влияние искусства венецианских ведутистов (художников, детально изображающих городские пейзажи), но вся его жизнь и творчество связаны с Римом.
В 1740 году Джованни Баттиста приехал в Рим и работал в качестве чертёжника для Марко Фоскарини, венецианского посла при папе Бенедикте XIV. Он проживал в Палаццо Венеция и обучался в мастерской выдающегося гравёра-ведутиста Джузеппе Вази, который познакомил его с искусством гравюры на металле и архитектурными памятниками города Рима. Возможно, учился перспективе у театрального декоратора Джованни Мария Галли Бибьена и гравюре у Андреа Дзукки (1679—1740). Пиранези сотрудничал с учениками Французской академии в Риме, многое почерпнул у знатока римских древностей Ш.-Л. Клериссо. В 1743—1747 годах жил в основном в Венеции, где, в числе прочего, работал вместе с Джованни Баттиста Тьеполо, ведущим художником Венеции того времени. Новое пространственное мышление Тьеполо, возможно, открыло для Пиранези и новые возможности его собственных гравюр.
Затем он вернулся в Рим, где открыл собственную мастерскую на Виа-дель-Корсо. В последующие двадцать пять лет, до своей смерти, Пиранези жил в Риме; он создал огромное количество офортов, изображающих в основном архитектурные и археологические находки, связанные с древним Римом, и виды знаменитых мест того Рима, который окружал художника на протяжении его собственной жизни. Изучал работы М. Риччи и Дж. П. Панини. Его первой большой работой в Риме была серия офортов «Первая часть архитектурных набросков и перспектив, придуманных и награвированных Джованни Баттиста Пиранези, венецианским архитектором» (Prima parte di Architettura e Prospettive…, 1743), за которой последовала серия «Разные виды Рима античного и современного» (Varie Vedute di Roma Antica e Moderna, 1745).
Тем временем Пиранези занялся архитектурными обмерами многих древних зданий: это привело к публикации гравюр «Римские древности времен Первой республики и первых императоров» (Le Antichità Romane de' tempo della prima Repubblica e dei primi imperatori). В 1761 году он стал членом Академии Святого Луки и открыл собственную офортную мастерскую. В 1762 году была напечатана серия офортов «Марсово поле античного Рима» (Campo Marzio dell’antica Roma). В гравюрах этих серий уже можно увидеть основные признаки его индивидуального стиля: стремление к монументальности и трудно постигаемых глазом величественных зданий и пространств.
В 1767 году Пиранези стал рыцарем папского ордена Золотой шпоры, что позволило ему подписывать свои произведения: «Cav[aliere] Piranesi», при этом он никогда не забывал добавлять титул: «венецианский архитектор», или: «Изобрёл и вырезал Пиранези, архитектор в Риме». В 1769 году публикация серии оригинальных, а иногда и причудливых изображений, башен, дымоходов, ваз, предметов мебели утвердила его авторитет как разностороннего и находчивого изобретателя. В 1776 году Пиранези представил «Вазу Пиранези», созданную из античных обломков и скульптурных фрагментов, найденных им в 1769 году в руинах Виллы Адриана в Тиволи, с собственными дополнениями на «античную тему». В 1826 году «Ваза Пиранези» была приобретена для Царского Села, с 1850 года находится в петербургском Эрмитаже.

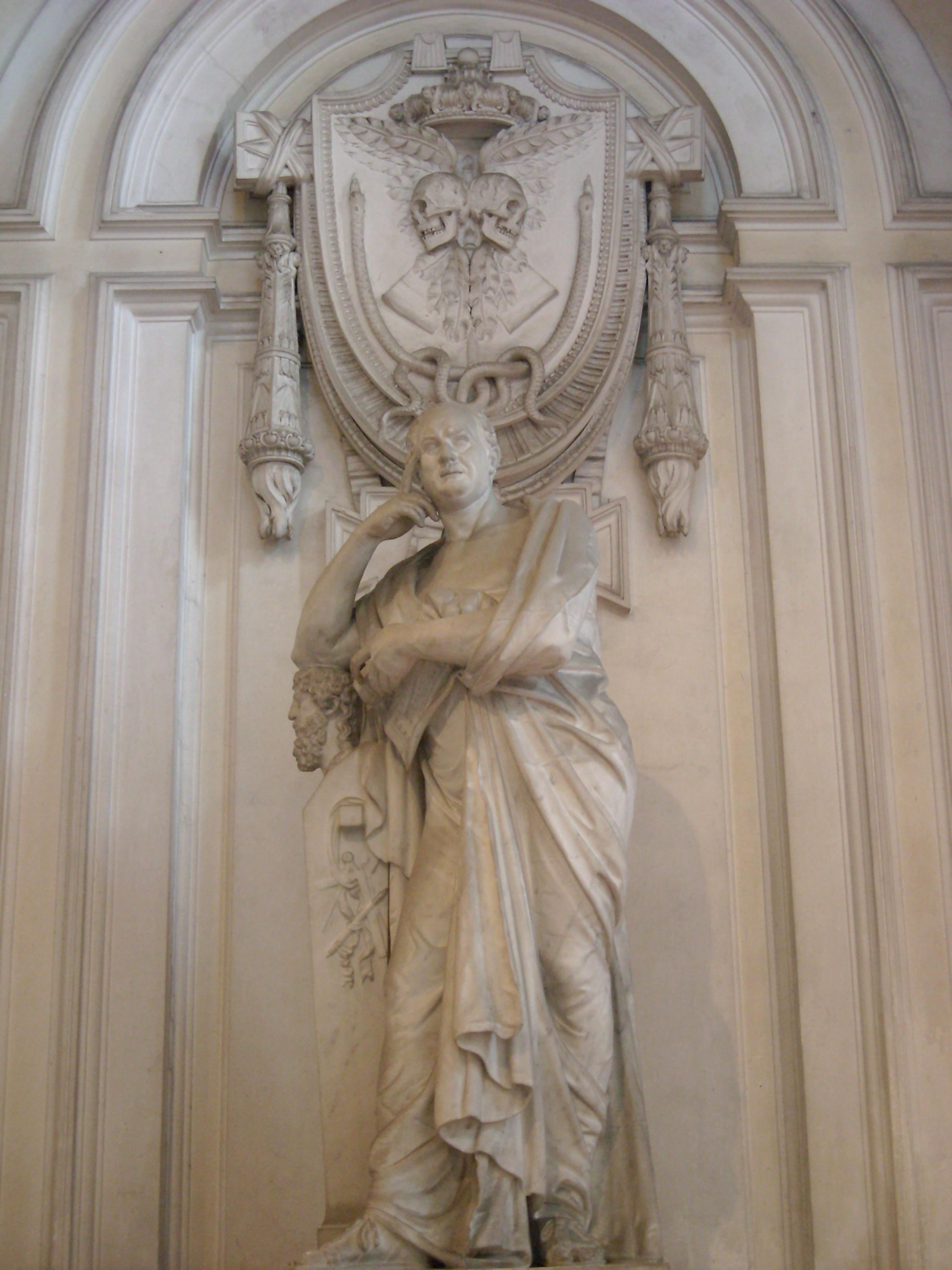
Дж. Анджелини. Надгробие Джованни Баттиста Пиранези. 1780. Церковь Санта-Мария-дель-Приорато. Рим

Интерес к античному миру проявился в занятиях художника археологией. Пиранези был избран почётным членом Общества антикваров Лондона. Архитектор посетил Помпеи. За год до смерти исследовал древнегреческие храмы в Пестуме, в то время почти неизвестные, и в 1777—1778 годах выпустил серию офортов «Руины построек Пестума» (Avanzi degli Edifici di Pesto).
Он умер в Риме в 1778 году после продолжительной болезни и был похоронен в церкви Санта-Мария дель Приорато, которую сам спроектировал. Его скульптурное надгробие в 1780 году создал Джузеппи Анджелини. После смерти художника его семья переехала в Париж, где в принадлежавшей им лавке продавались, среди прочего, и офорты Джованни Баттиста Пиранези. В Париж были перевезены и награвированные медные доски. Впоследствии, сменив нескольких владельцев, они были приобретены папой римским и в настоящее время находятся в Риме, в Государственной Калькографии (Romae ex Chalcographia) — собрании гравюр на меди.
При жизни и долгое время после смерти Пиранези называли «скиаграфом» (живописцем теней) и «Рембрандтом античных руин». Его офорты во Франции повторял архитектор и гравёр Пьер Патт. Значительное влияние творчество Пиранези оказало на французского живописца, пейзажиста античных руин Ю. Робера.

## Творчество
Производительность Пиранези, как и его мастерство, непостижимы. Он задумывает и выполняет многотомное издание офортов под общим названием «Римские древности» (Antichità Romane), содержащее изображения архитектурных памятников древнего Рима, капителей колонн древних зданий, скульптурных фрагментов, саркофагов, каменных ваз, канделябров, плит для мощения дорог, надгробных надписей, планов зданий и городских ансамблей. Получив навыки в перспективном изображении архитектуры, Пиранези соединил их с традиционной для венецианской школы красочностью, экспрессией и претворил их в своеобразном живописном, с эффектами светотени, стиле штрихового офорта. Пиранези пришлось жить и творить на рубеже двух великих эпох: неоклассицизма и романтизма, а развитие его индивидуального стиля демонстрирует переход от экспресии римского барокко ранних композиций к романтической классичности поздних. Пиранези мастерски использовал приёмы угловой перспективы, добавив к ним низкий горизонт и небывалые контрасты масштабов, а техника штрихового офорта (с последовательным травлением штриха по планам) позволила ему создавать на пределе технических возможностей живописные контрасты освещённых и затенённых объёмов. Знаменитую триаду Витрувия (польза, прочность, красота) Пиранези трактовал по-своему: «техничность, пространственность, монументальность».
В течение всей жизни работал над серией гравюр «Виды Рима» (Veduti di Roma). Это очень большие листы (в среднем около 40 см в высоту и 60—70 см в ширину), которые сохранили для нас облик Рима в XVIII веке. Восхищение древней цивилизацией Рима и понимание неизбежности её гибели, когда на руинах величественных зданий современные люди заняты своими скромными повседневными делами, — основная тема этих гравюр. На гравюрах Пиранези видно, «как на римском Форуме пасутся коровы, а обломки триумфальных арок заросли кустарником, в руинах притаились разбойники, а немногие чудаки, любители древности, бродят среди развалин; новая жизнь „прорастает“ из старой».

В классическом мире его [Пиранези] не столько привлекало величие созидания, сколько величие разрушения. Его воображение было поражено не так делами рук человеческих, как прикосновением к ним руки времени. В зрелище Рима он видел только трагическую сторону вещей, и поэтому его Рим вышел даже более грандиозным, чем он был когда-либо в действительности — П. П. Муратов. Образы Италии

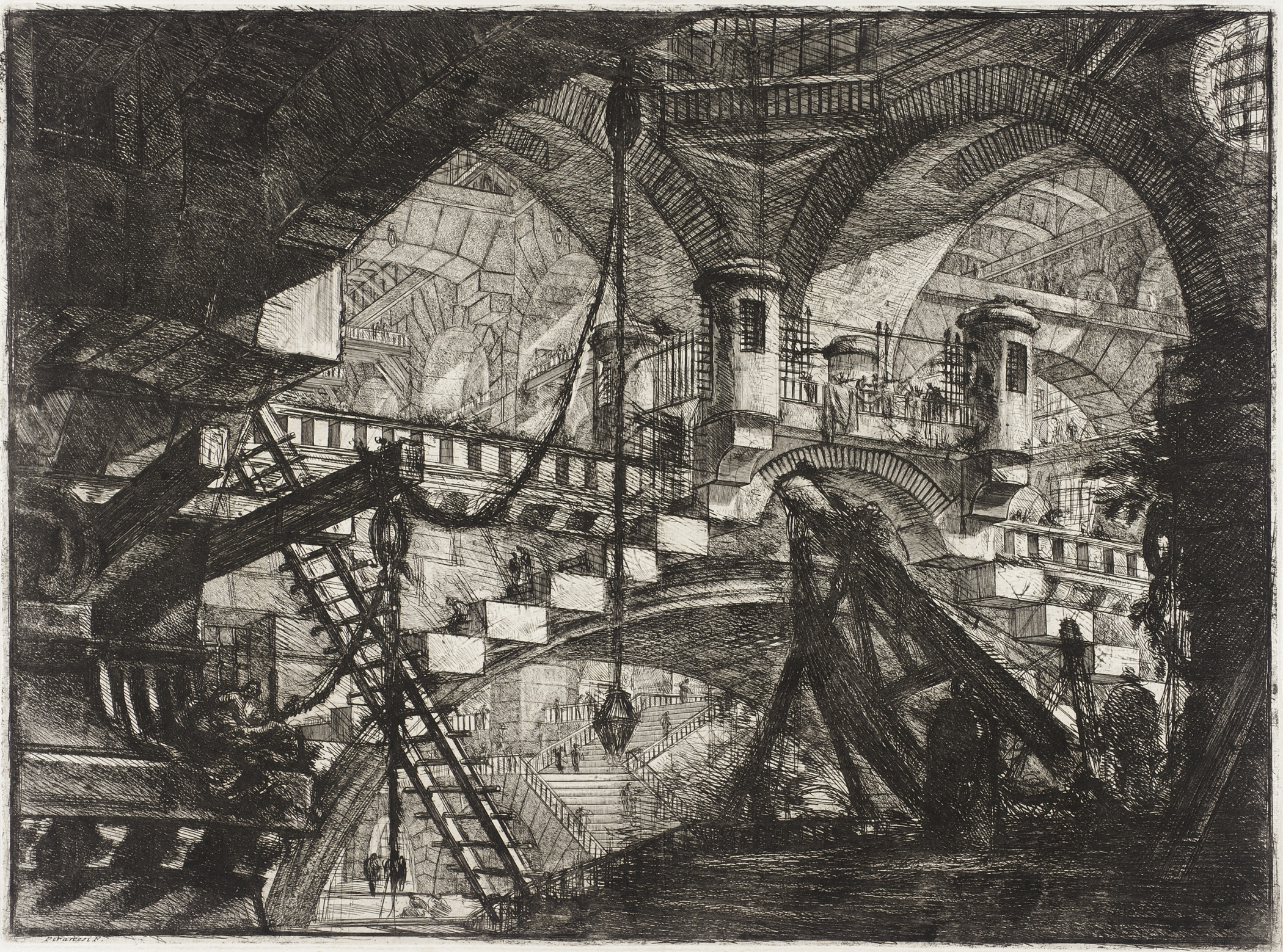
Офорт из серии Темницы (Carceri). 1745—1749

Особое место в творчестве Пиранези занимает серия гравюр «Фантастические изображения тюрем» (Le Carceri d’Invenzione, 1745), более известная как просто «Темницы» (Carceri). Эти архитектурные фантазии были впервые изданы в 1749 году. Через десять лет Пиранези вернулся к этой работе и создал на тех же медных досках практически новые произведения. «Темницы» — это мрачные и пугающие своими размерами и отсутствием постижимой логики архитектурные построения, где пространства загадочны, как непонятно и предназначение этих лестниц, мостиков, переходов, блоков и цепей. Мощь каменных конструкций подавляет. Создавая второй вариант «Темниц», художник драматизировал первоначальные композиции: углубил тени, добавил множество деталей и человеческих фигур — то ли тюремщиков, то ли узников, привязанных к пыточным приспособлениям.
Последние десятилетия известность и слава Пиранези росли с каждым годом. Издавались всё новые монографии и альбомы с репродукциями величественных гравюр. С 2000 года на гальванических копиях офортных досок ограниченным тиражом печатали факсимиле офортов выдающегося мастера. Лучшие музеи мира устраивают выставки его работ. Пиранези, вероятно, самый знаменитый художник, который приобрёл такую известность лишь графикой, в отличие от других великих гравёров, которые были, кроме того, великими живописцами (Дюрер, Рембрандт, Гойя).
В сфере практической архитектуры деятельность Пиранези была весьма скромной. В XVIII веке эпоха монументального строительства в Риме уже закончилась и заказов было мало. В 1763 году папа Климент XIII поручил Пиранези постройку хоров в базилики Сан-Джованни в Латерано. Главной работой Пиранези в области реальной, «каменной» архитектуры стало оформление площади: «Пьяцца Кавальери ди Мальта» (Piazza dei Cavalieri di Malta) с эффектными стелами и обелисками на Авентинском холме с церковью Санта-Мария-дель-Приорато (Мальтийского ордена) (1764—1766).

## Вклад в иконографию Рима и теорию искусства
Пиранези был не только архитектором, рисовальщиком и гравёром, но и коллекционером римских древностей, библиофилом и издателем эстампов, исследователем античной архитектуры и теоретиком искусства. Это позволило ему внести существенный вклад в теорию романтического неоклассицизма, получившего распространение во многих странах Европы, в том числе в России, в середине и второй половине XVIII века. В своих гравюрах Пиранези составил полную картину античных памятников, известных в его время.
В Риме Пиранези изучал творчество А. Палладио, проводил обмеры древнеримских сооружений и составил собственный канон классических ордеров. Свои гравюры, начиная с серии «Первая часть архитектурных и перспективных композиций…» (1743), Пиранези сопровождал подробными пояснительными текстами. В 1761 году Пиранези изложил свои идеи в трактате «О великолепии и архитектуре римлян» (Della Magnificenza e d’Architettura de’Romani), который вызвал общеевропейскую научную дискуссию. Пиранези был сторонником так называемой панримской теории, он считал архитектуру древних римлян непосредственным продолжением зодчества древних египтян, а не греков, и наивысшим достижением классического мира. С мнением Пиранези не согласился французский историк искусства и коллекционер П.-Ж. Мариэтт Младший в «Письме» 1764 года, опубликованном в «Бюллетене Европы», в котором назвал искусство этрусков и римлян вторичным и подражательным, а творчество греков оригинальным и непревзойдённым. Возражал и Марк-Антуан Ложье, который считал «антикизирующий классицизм итальянской архитектуры» ошибочным. Пиранези ответил «Диалогом об архитектуре» (1765), в котором подчеркнул техническое совершенство построек римлян и их творческий подход к традициям; не копирование, а переосмысление «нехудожественной целесообразности», сковывавшей воображение древних эллинов.
В собственных графических фантазиях Пиранези соединял традиции искусства венецианских архитекторов и ведутистов, римских классиков, новации барокко и новое романтическое мышление, что и подтверждал в теоретических сочинениях и полемических письмах. В серии гравюр «Римские древности» (Antichità Romane, 1756) он первым стал нарушать действительные пропорции вполне известных зданий, «руинировал» их, превращая античные постройки в катастрофические картины воображаемых разрушений.
Пиранези в европейском искусстве Нового времени стал одним из основоположников «помпеянского» и «египетского стилей». Изучая древности Геркуланума и Помпей, Пиранези сделал вывод, что римляне в своей архитектуре соединили всё лучшее из искусства египтян, этрусков и греков. В гравюре-фронтисписе к альбому «Римские древности» (1756) с посвящением историку и библиотекарю Ватикана Дж. Г. Боттари он изобразил улицу с фантасмагорическим нагромождением ваз, бюстов, рельефов, обелисков, пирамид и «осирических статуй» фараонов. Около 1760 года Пиранези приступил к проектированию «Английского кафе» на Площади Испании в Риме (сохранились только офорты). Оформление интерьера он задумал в «египетском стиле» согласно панримской теории. В сборниках офортов «Античные декоративные мотивы для применения их в современной архитектуре» (1769) и «Вазы, канделябры, саркофаги, треножники…» (1778) Пиранези продемонстрировал удивительную смесь помпейских, греческих, египетских, италийских, этрусских мотивов, преображённых его барочно-неоклассической фантазией. Тем самым он оказался у истоков европейской эклектики.

## Фальсификация произведений Пиранези
Одной из самых успешных фальсификаций британского художника Эрика Хебборна стал рисунок под названием «Сцена из римской гавани» или «Часть большого великолепного порта, использовавшегося древними римлянами». Хебборн отталкивался от офорта, выполненного по рисунку Пиранези, и утверждал, что ему якобы удалось обнаружить оригинал. «Рисунок» был куплен Национальной галереей Дании в Копенгагене за 20000 долларов (в ценах 1969 года, уже к 2017 году цена была бы как минимум в 11 раз больше этой суммы). Ряд крупных международных экспертов, в том числе Эрик и Кристофер Фишер, посчитали рисунок подлинной работой Пиранези. Даже когда сам Хебборн сознался в фальсификации, сотрудники музея длительное время отказывались признавать работу подделкой.

## Пиранези в русской культуре
Весьма показательно, что искусство Пиранези внесло весомый вклад одновременно в формирование екатерининского классицизма второй половины XVIII века и романтического направления в русском искусстве начала XIX столетия. Императрица Екатерина II в огромном количестве заказывала во Франции книги и гравюры по архитектуре, в том числе альбомы офортов Пиранези. «Я страстно увлекаюсь книгами по архитектуре, — писала она Гримму, — вся моя комната ими наполнена, и этого для меня недостаточно». Императрица указывала своим архитекторам гравюры из альбомов Ш.-Л. Клериссо и Дж. Б. Пиранези в качестве образцов, в том числе для сооружений в Царском Селе.
Удивительной личности Пиранези посвятил одну из новелл в сборнике философских эссе «Русские ночи» (1844) писатель-романтик, один из организаторов общества любомудров В. Ф. Одоевский. Он описал «проекты колоссальных зданий, из которых для построения каждого надобно бы миллионы людей, миллионы червонцев и столетия». Одоевский своим воображением воссоздал образ самого «Кавалера Джамбаттиста Пиранези», гений которого не может найти себе успокоения в реальной жизни и которого преследуют «духи-мучители» его собственной фантазии.

## Семья
В семье Пиранези и его жены Анджелы Пасквини было пятеро детей. Известны:
- Дочь — Лаура (1754—1789) — гравер.
- Сын — Франческо (1758/59—1810) — руководил семейным предприятием после смерти отца.
- Сын — Пьетро — гравер.

## Галерея

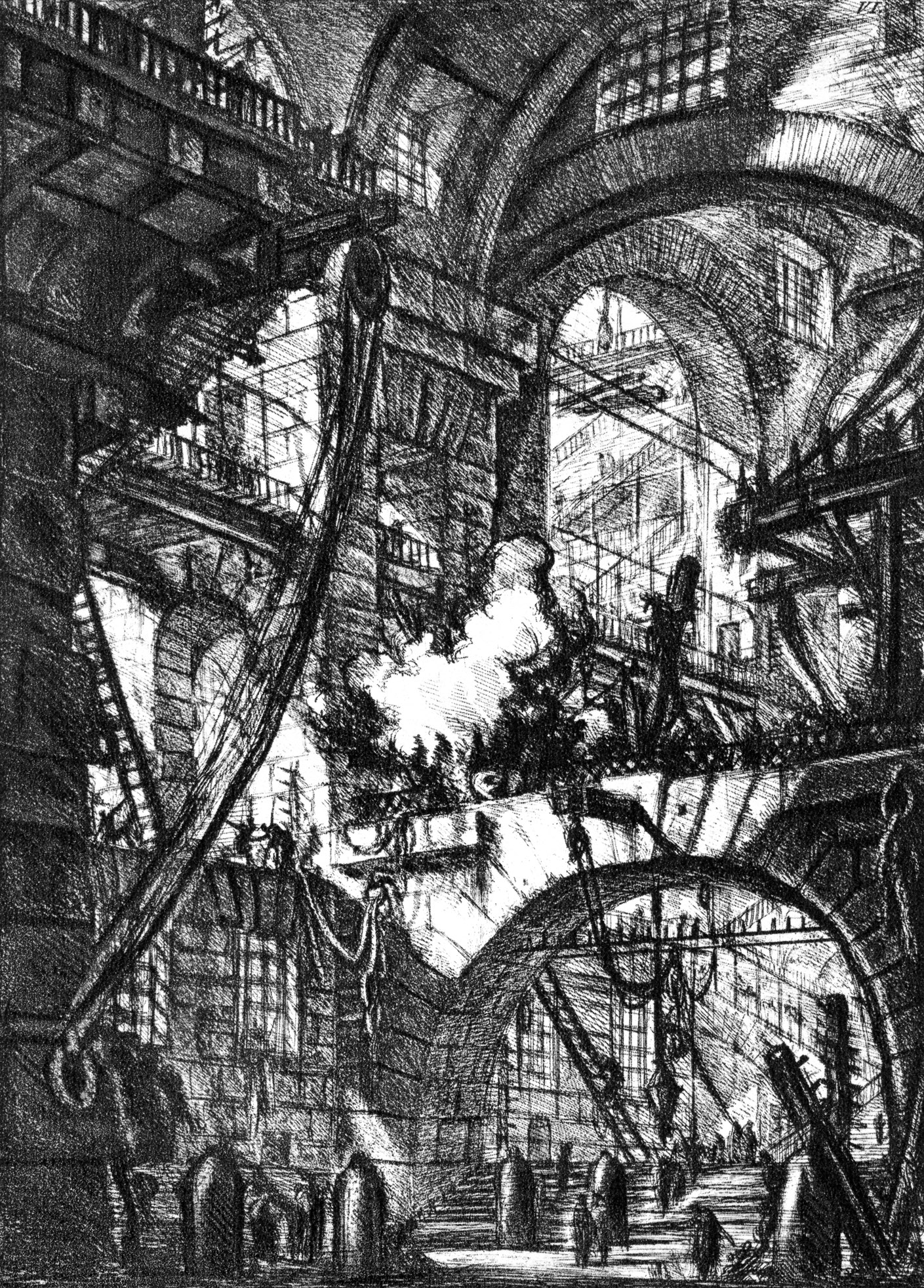
Дымящийся огонь. Лист VI (из 16) из серии «Воображаемые тюрьмы» (Le Carceri d'Invenzione). Издание 1761 года (переработка гравюры 1745 года)
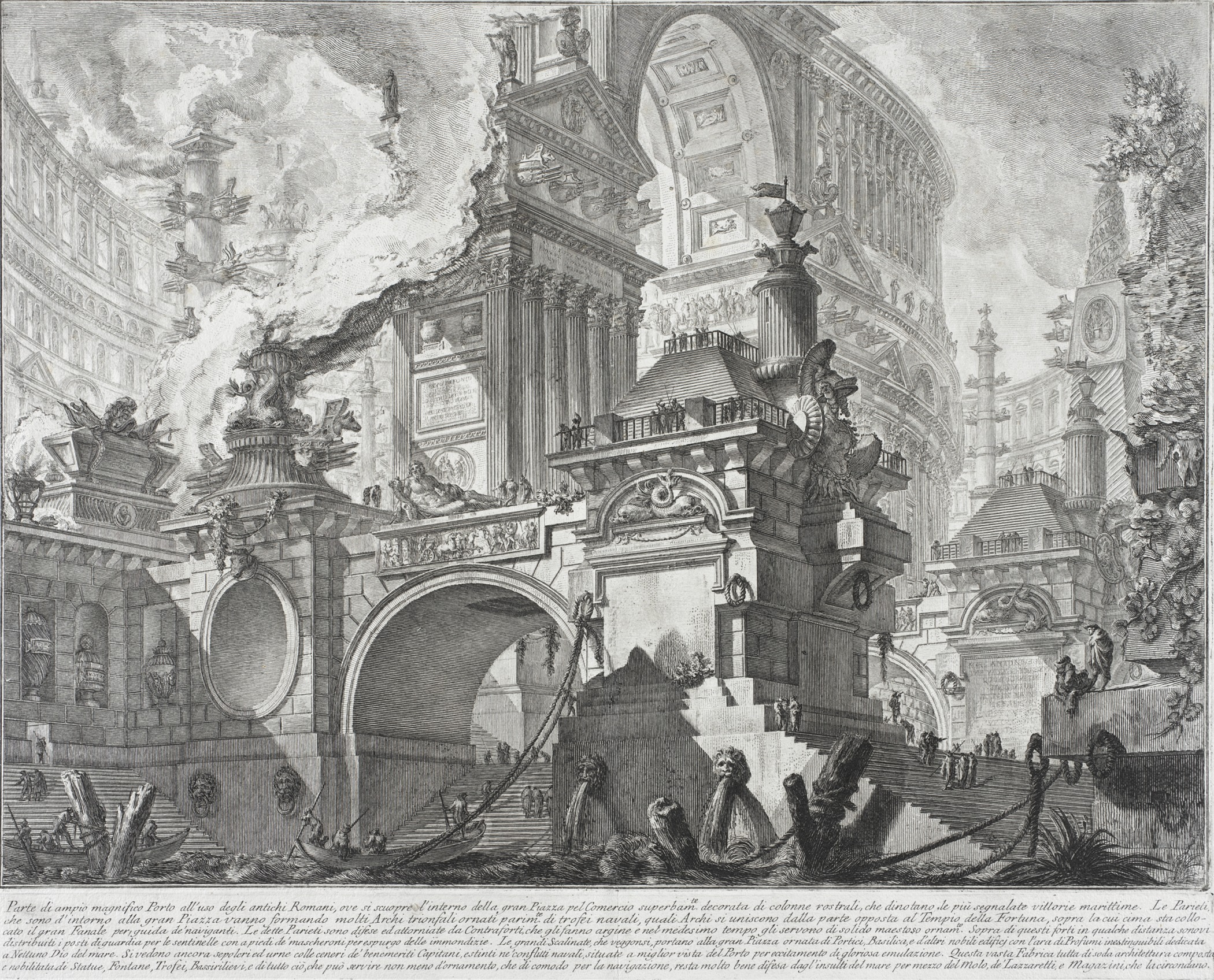
Часть просторной и великолепной гавани для использования древними римлянами, выходящая на большую рыночную площадь... Ок. 1756. Офорт
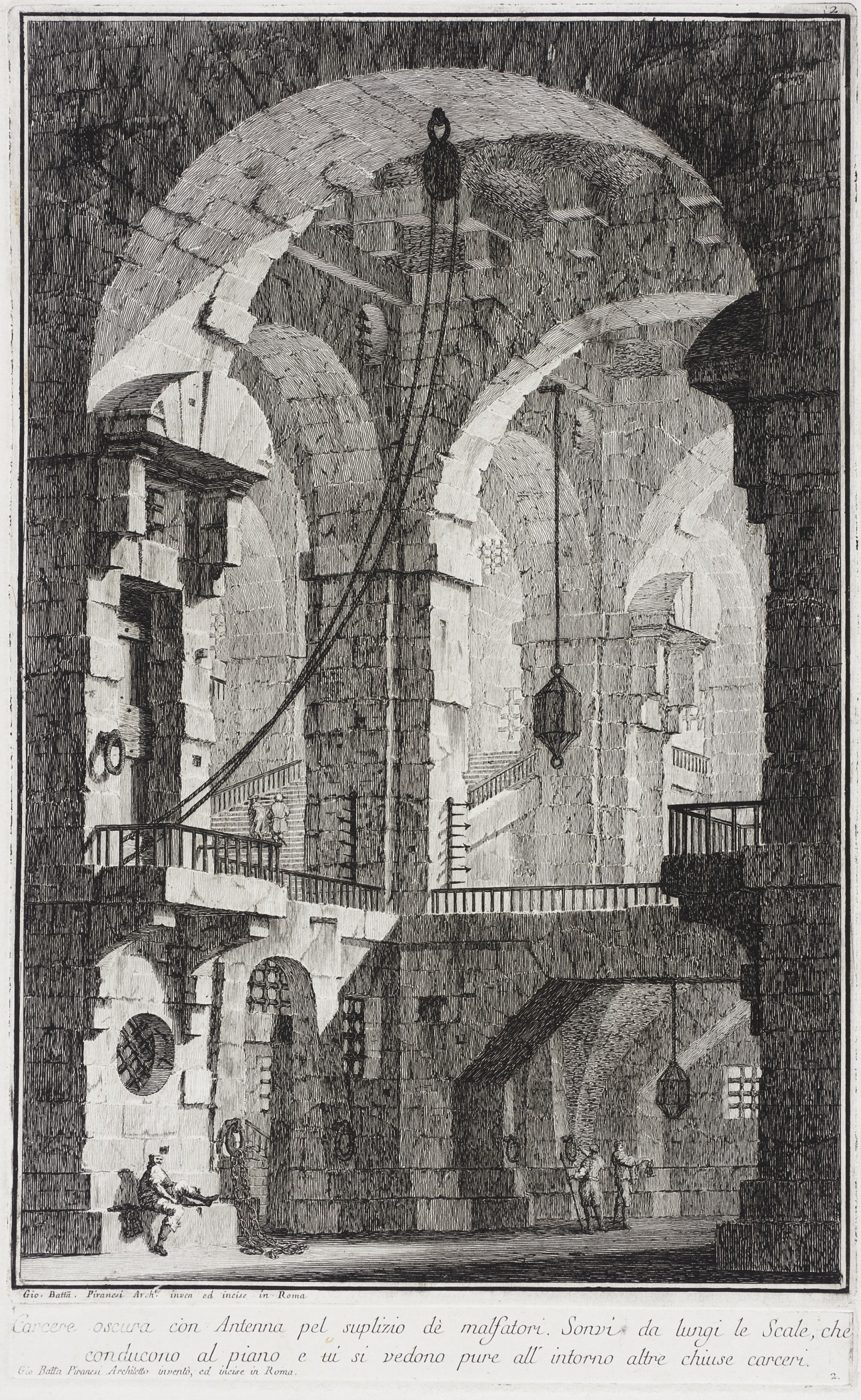
Вид тюрьмы. Лист II из серии «Первая часть архитектуры и перспективы». Ок. 1743 г.
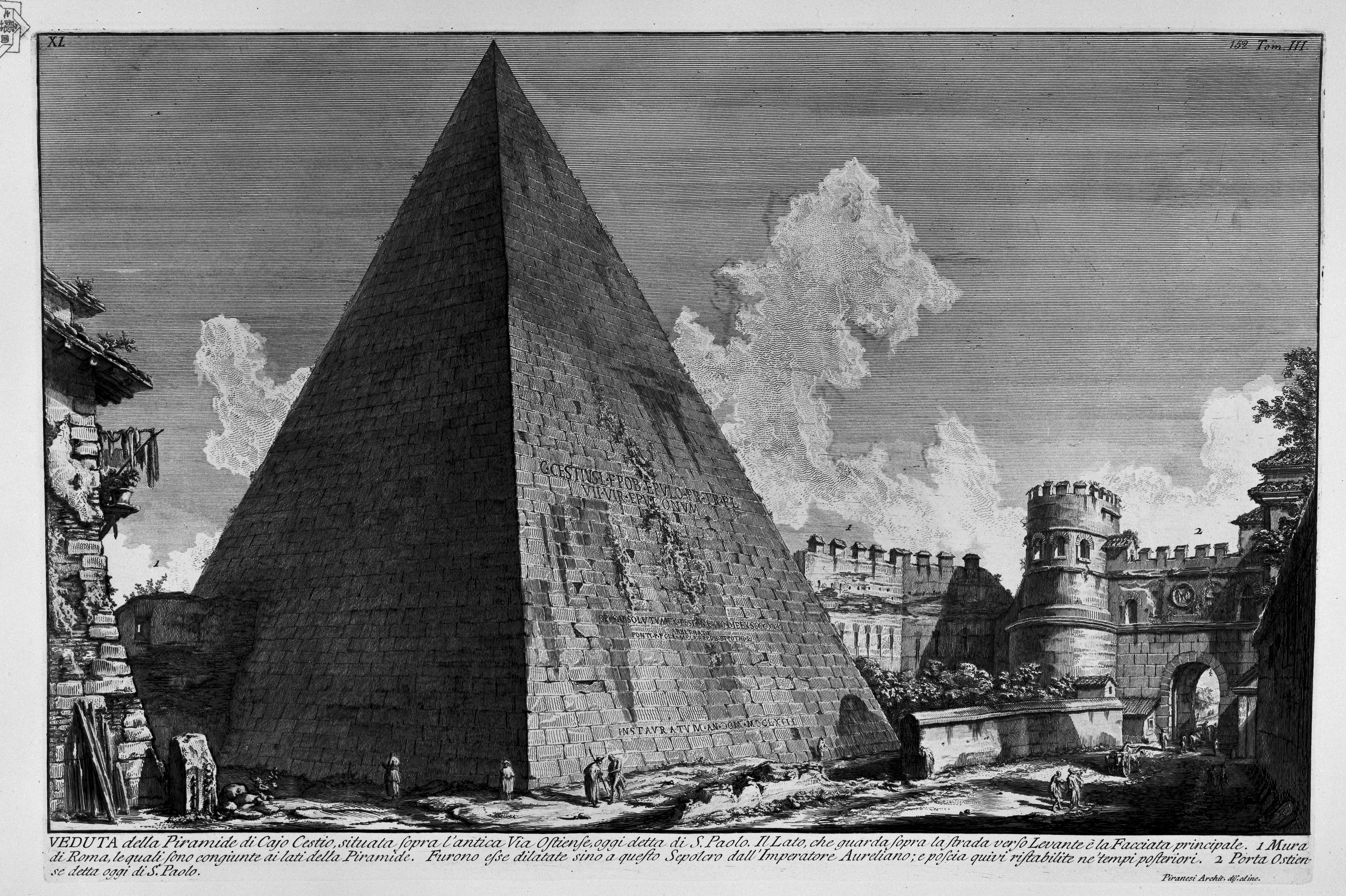
Пирамида Цестия в Риме. Офорт из серии «Римские древности». 1756.
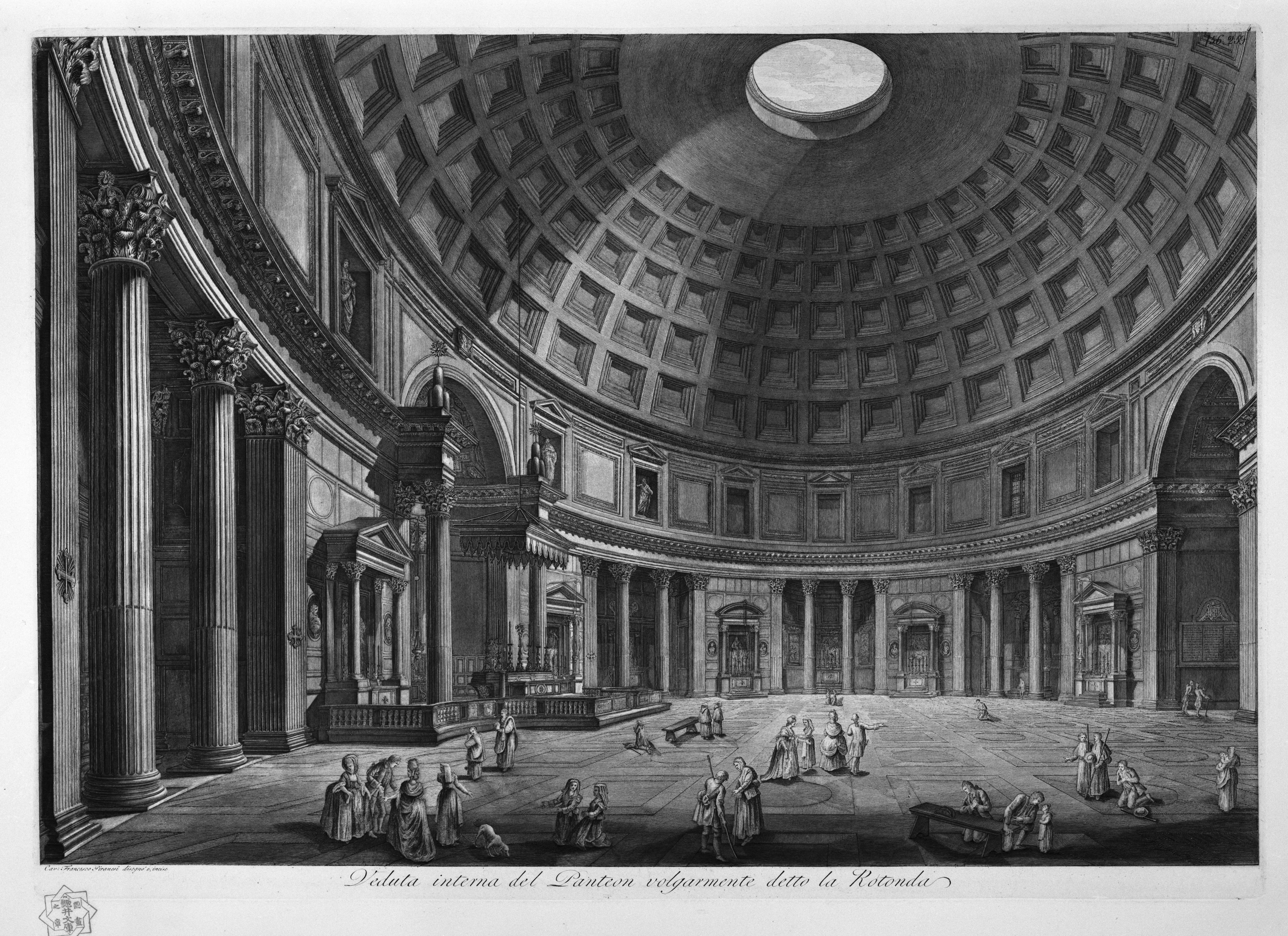
Вид Пантеона внутри из серии "Виды Рима". Том II, лист IV. 1774 (переработка гравюры 1748 года)
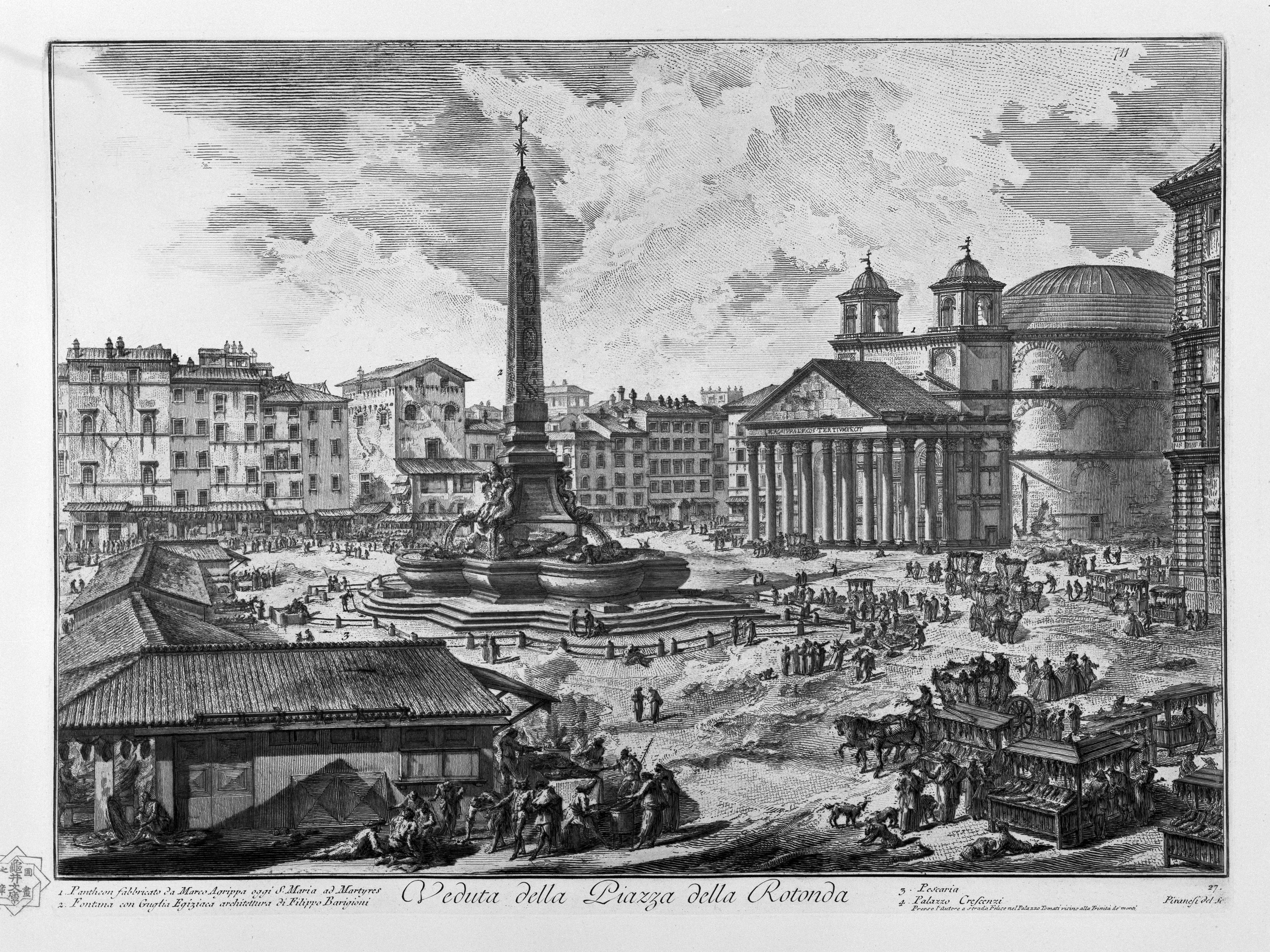
Фонтан с обелиском перед римским Пантеоном на Пьяцца-делла-Ротонда. Из серии «Виды Рима». 1746-1748
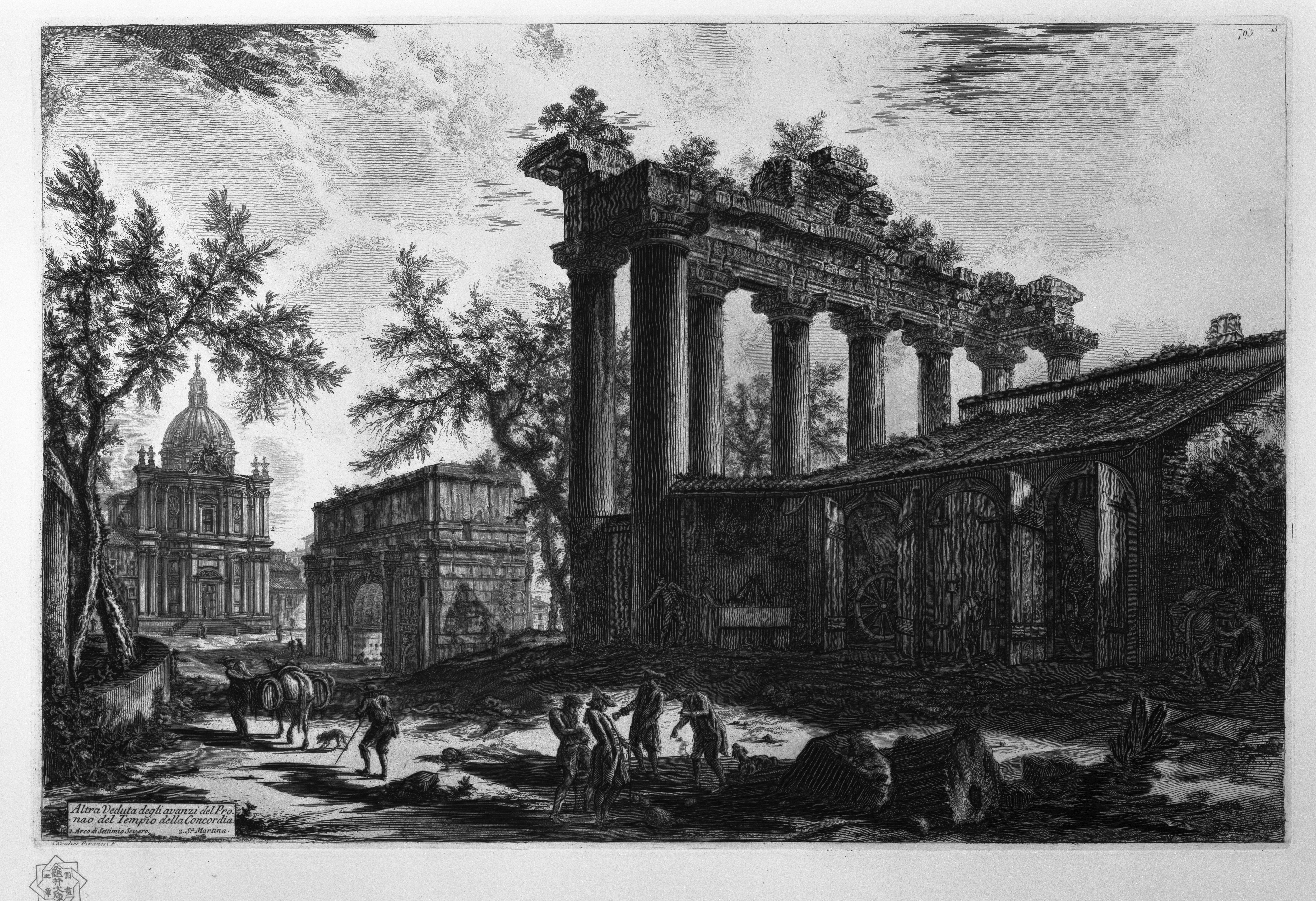
Храм Сатурна из серии «Виды Рима». 1746-1748
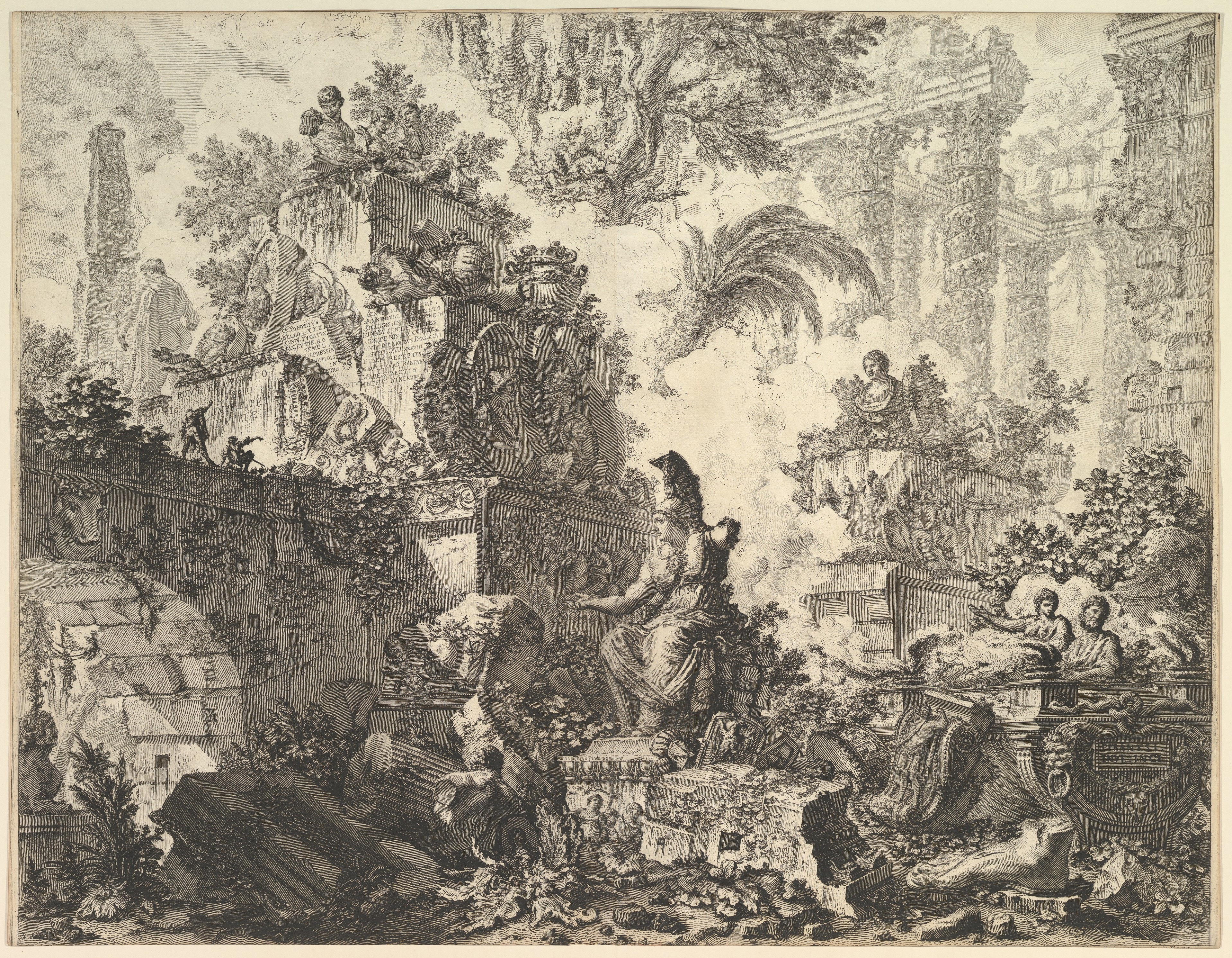
Фронтиспис, статуя Минервы
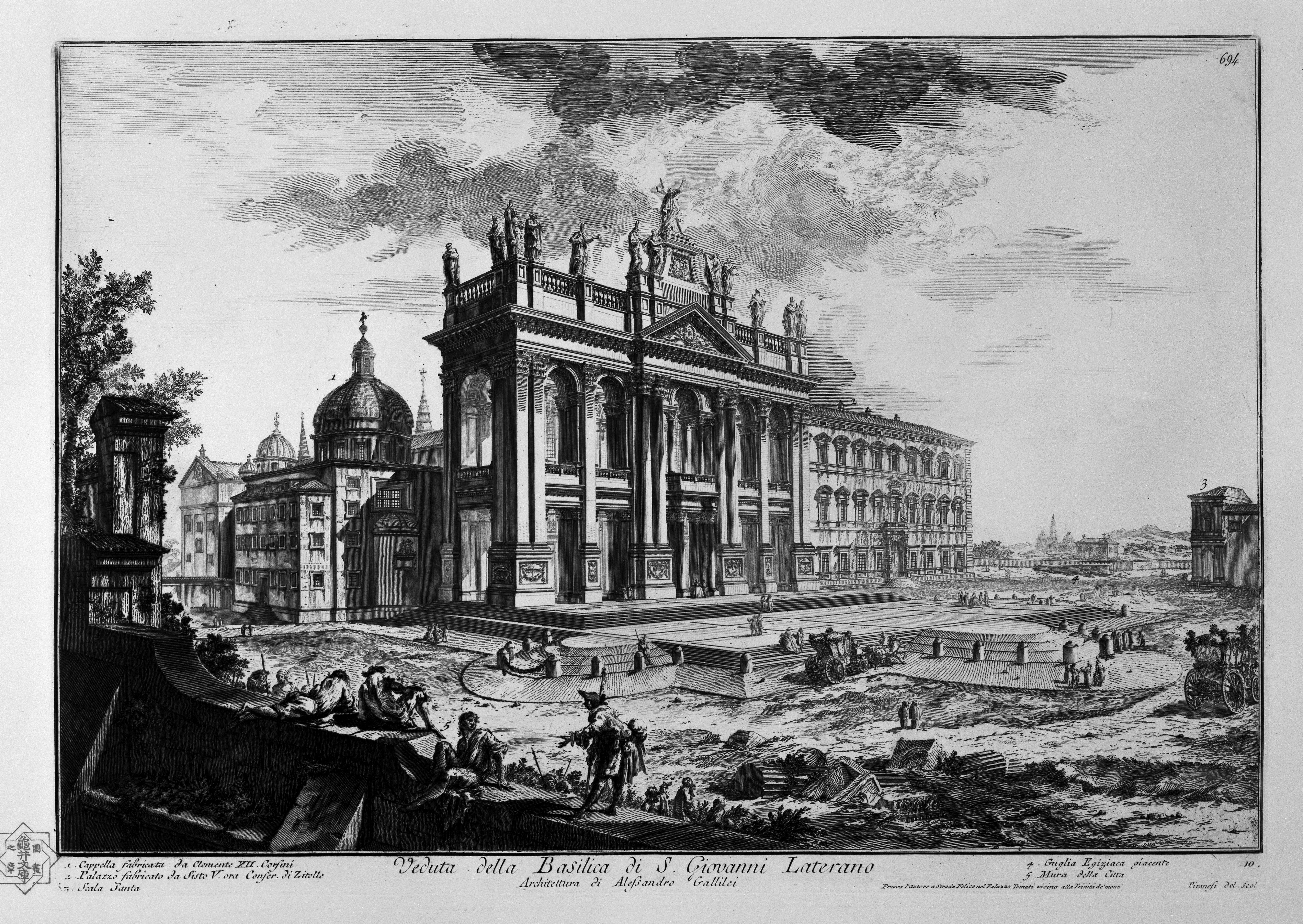
Вид Базилики Сан-Джованни-ин-Латерано. Из серии «Виды Рима». 1746-1748.
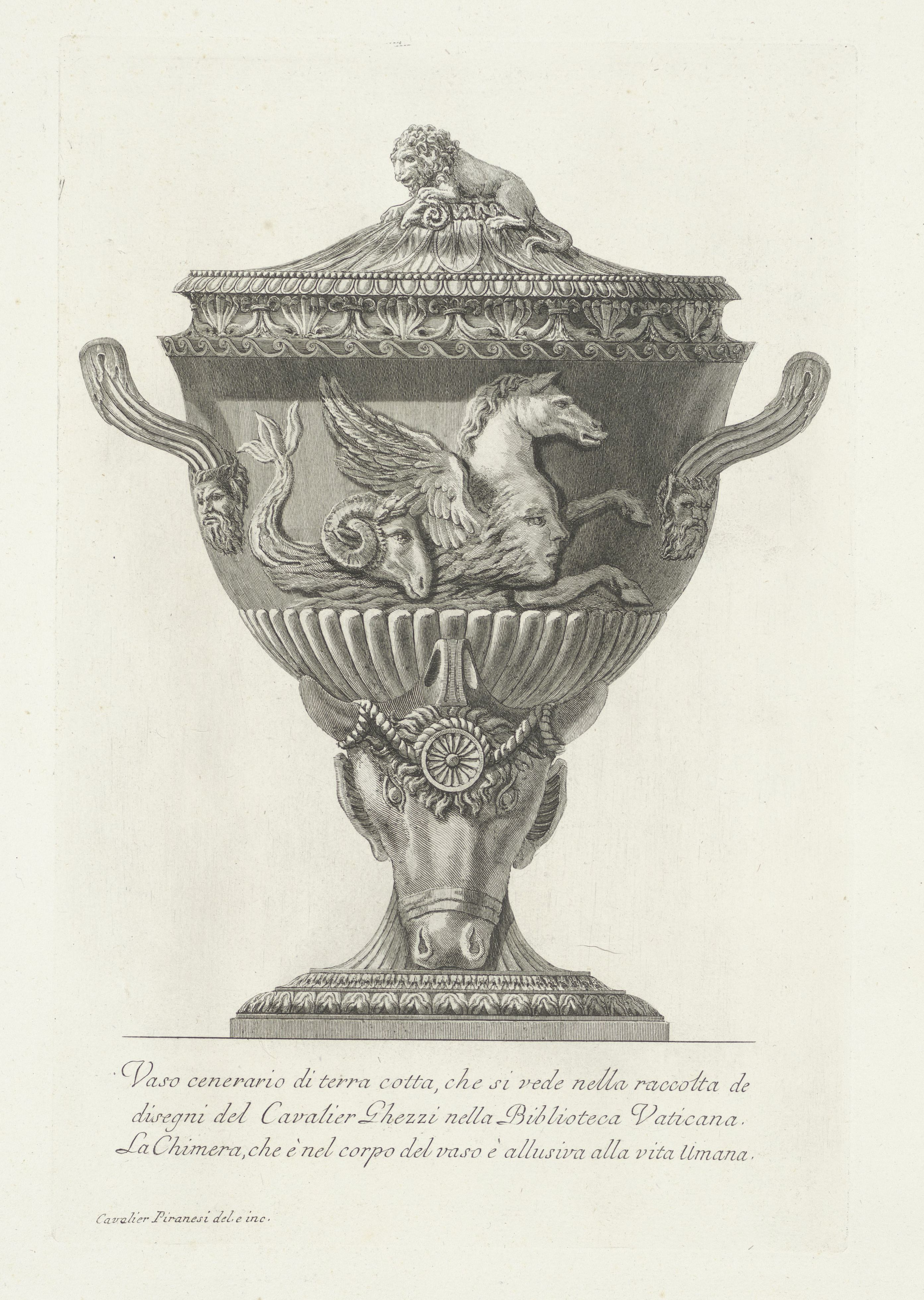
Ваза. Офорт из серии «Вазы, подсвечники, надгробия, саркофаги, треножники, лампы и украшения, разработанные и выгравированные Джованни Баттиста Пиранези». 1778
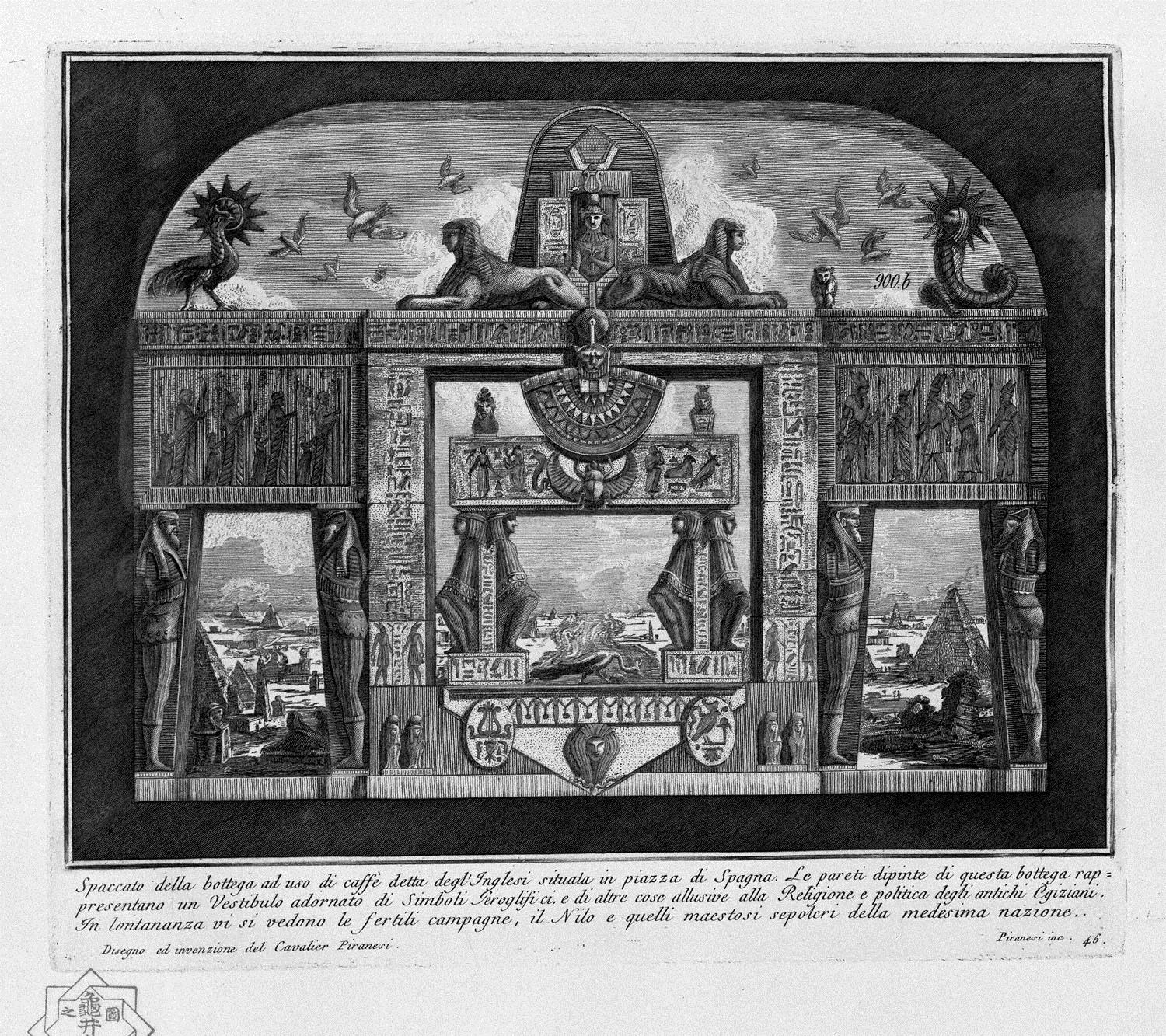
Проект оформления «Английского кафе» на Пьяцца ди Спанья в Риме. 1769.
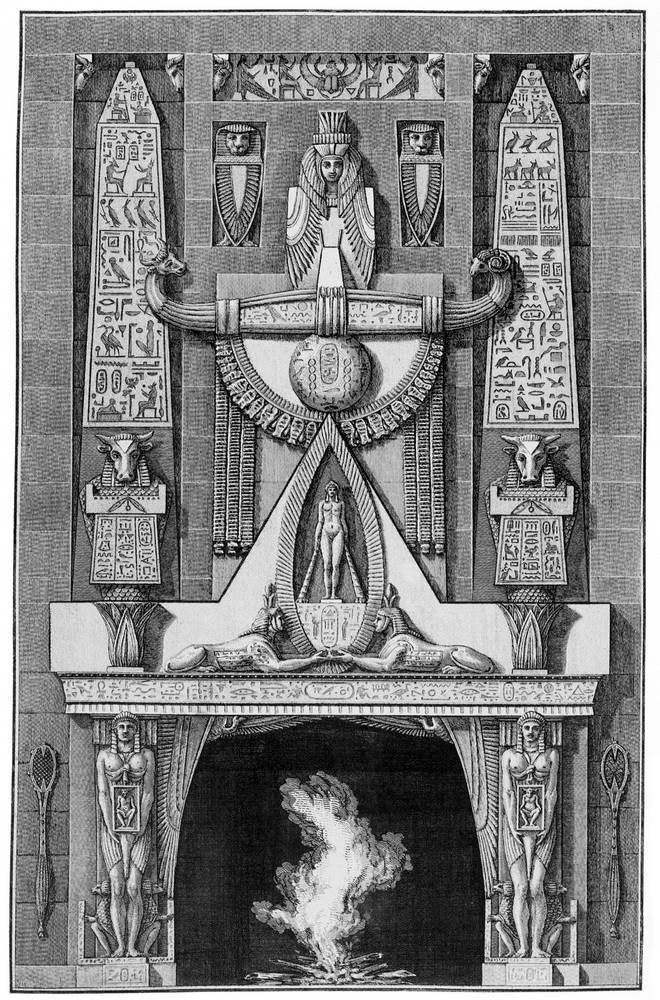
Проект оформления торцовой стены «Английского кафе»
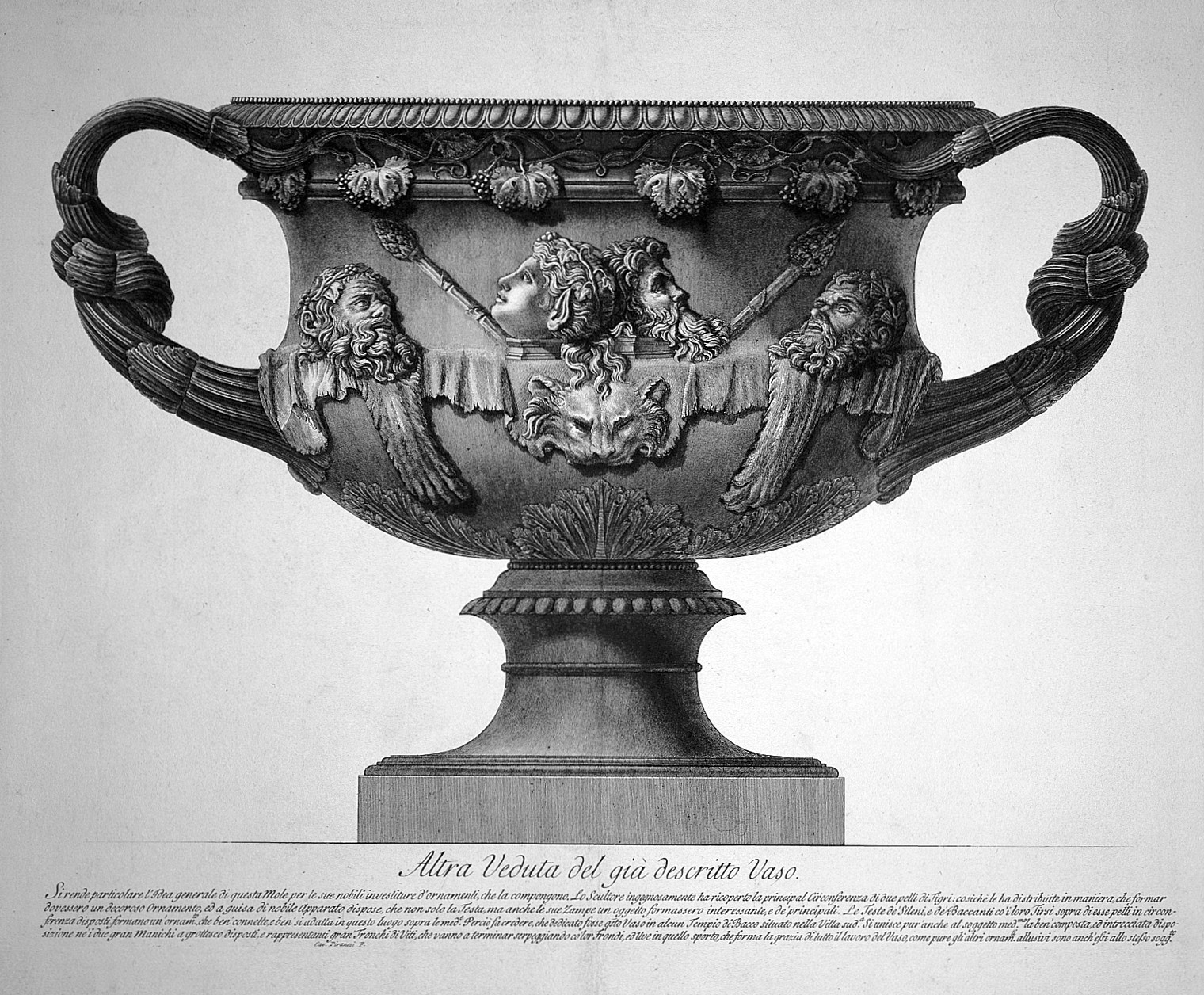
Ваза по описанию из раскопок
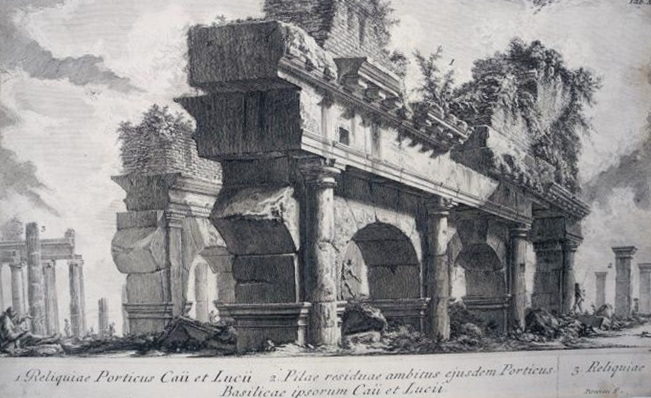
Портик Кая и Луция. 1762. Офорт

## Основные работы
- Opere di Giovanni Battista Piranesi, Francesco Piranesi e d’altri (1835—1839)